# Državna cesta D102
D102 je državna cesta koja povezuje kopno s otokom Krkom i završava na južnom kraju otoka, u Baški. Njezin drugi, poznatiji naziv, je Krčka magistrala. Državna cesta D102 je glavna prometnica na otoku Krku. Duga je 48,3 km. Krčka magistrala je ljeti s preko 23 000 vozila dnevno, jedna od najprometnijih cesta u Hrvatskoj.

## Trasa ceste
Sjeverni kraj se nalazi u blizini Kraljevice na raskrižju s D8, Jadranskom magistralom. Cesta se nastavlja preko Krčkog mosta.
Na sjevernom dijelu otoka, od Omišlja do Malinske nalazi se na stalnoj udaljenosti od oko 2 km od obale. Na tom dijelu se odvaja kratka državna cesta D103 koja povezuje D102 sa zračnom lukom Rijeka. Prema jugu D102 nastavlja južno ravno kroz unutrašnjost prema gradu Krku. U unutrašnjosti otoka nalazi se križanje s državnom cestom D104 koja ide jugozapadno prema trajektnoj luci Valbiska. Od križanja prema jugu, podno vrha Kaslira, sa zapadne strane prolazi pored jezera Ponikava na prostoru mjesnog odbora Poganka - Sveti Anton. Prolazeći kroz grad Krk, cesta D102 obilazi Puntarsku dragu i nastavlja na jugoistok prema Baški. Malo dalje od Punta je raskršće na kojemu od D102 kreće županijska cesta 5183 prema Vrbniku, a koja vodi kroz vrbničko polje.
Prema Baški se cesta D102 prvo uzdiže na visinu od oko 400 metara, preko prijevoja Treskavac, a zatim se strmo i vijugavo spušta kroz bašćansku dolinu.
Cesta prolazi pored sljedećih važnih naselja (od sjevernog prema južnom kraju): Kraljevica, (zračna luka Rijeka), Omišalj, Njivice, Malinska, Krk, Punat, Draga Bašćanska, Jurandvor i Baška.

## Raskrižja
D102 se križa sa sljedećim županijskim i lokalnim cestama:
- Ž5189 (cesta za Uvalu Scott)
- Ž5083 (Ulica Brgučena, Omišalj)
- L58065 (Medermunići, Omišalj)
- Ž5084 (Primorska ulica, Njivice)
- Ž5086, Ž5087 (prema Malinskoj)
- Ž5106 (prema Vrhu)
- Ž5107 (u smjeru Dobrinja i Šila)
- L58090 (Vrsanska, Krk (grad))
- L58091 (Kornić)
- Ž5125 (prema Puntu i Staroj Baški)
- Ž5183 (prema Vrbniku)
- L58098 (Jurandvor)

## Izgradnja i rekonstrukcije
D102 je zapravo cesta koja vodi drevnim putem koji je izgrađen u rimsko doba između središnjeg otočnog naselja Krka (tada Kurikte tj. Vecle) i novoizgrađnog grada Fulfiniuma kraj Omišlja. Najveći dio tog puta je asfaltiran tijekom 1970-ih godina, a kojom prilikom je otok posjetio i tadašnji predsjednik SFR Jugoslavije Josip Broz Tito.
Od tada sve do iza 2000. g. cesta nije bila obnavljana. Zbog gustog prometa, a s obzirom na to da je otok Krk jedna od najsnažnijih turističkih destinacija u Hrvatskoj, cesta je bila izuzetno dotrajala, oštećena i opasna. Stoga se nakon 2000. g. pristupilo etapnoj rekonstrukciji i proširenju iste. 
- Godine 2002. obnovljena je i proširena dionica između Omišlja i Njivica.

- Godine 2005. izgrađena je i obilaznica grada Krka u duljini od 3,8 km, a kojom je bitno smanjen intenzitet prometa u samom gradu Krku te omogućena brža i sigurnija vožnja D102.

- Tijekom 2008.obnovljena je dionica između Njivica i Malinske, ali nije saniran opasni zavoj na lokalitetu Kokanj iako je to bilo najavljeno.[2]

- Krajem 2008. pa sve do početka ljetne sezone 2009. godine rekonstruirana je najoštećenija dionica D102, između Malinske i Krka. Zbog toga je cesta kroz taj period u potpunosti bila zatvorena za promet.[3] Međutim, unatoč obnovi i proširenju, cesta je ostavljena na identičnoj trasi zbog čega su i dalje ostali brojni, opasni i nepregledni zavoji. Prije pristupanja obnovi ove dionice, razmatrala se mogućnost njezinog izmještanja prema zapadu tj. prema naselju Vrh, a kako bi se u većoj mjeri zaobišlo jezero Ponikve koje je najvažniji izvor pitke vode na otoku.

- U 2010. g. obnovljena je i proširena tzv. peta etapa D102 između Dunata kraj Punta i grada Krka te dio ceste prema Baški na Treskavcu.[4] D102 je obnavljana novcem Svjetske banke u sklopu programa Bettermen.[5]

- U drugom dijelu 2010. g. u planu je izgradnja velikog rotora na lokalitetu Dunat, a kojim bi se povezale ceste D102 iz smjera Krka, odnosno u smjeru Baške te odvojci za Punat, Kornić te sam Dunat. Izgradit će se rotor i na već postojećoj krčkoj zaobilaznici, a kojim će se poboljšati sadašnje nepregledno raskršće na ulazu u Krk.[6]

- Prilikom izgradnji dionica između Malinske i Krka te Krka i Dunata, uz cestu je izgrađena i biciklistička staza, a u planu je njezina izgradnja i na preostalim dijelovima D102.[7][8]